# Fallout 2
Fallout 2 est un jeu vidéo de rôle sur PC développé par Black Isle Studios et sorti en décembre 1998. C'est la suite du premier opus, Fallout, sorti un an plus tôt.

## Trame
L'histoire du jeu se déroule en 2241, quatre-vingt ans après les événements de Fallout (en 2161) et cent-soixante-quatre ans après la guerre atomique mondiale, déclenchée le 23 octobre 2077, qui a dévasté les États-Unis et le reste du monde, conséquence du conflit avec la Chine.
Après avoir achevé sa quête au service de l'Abri 13 dans le premier Fallout, le héros, nommé l'« Habitant de l'abri » est chassé de son foyer par le « Dirigeant de l'abri » qui voyait en lui un rival potentiel. Abandonné des siens, l'Habitant de l'abri erre au nord dans le désert avant de fonder un petit village tribal, nommé Arroyo. Protégé par ses canyons du monde extérieur, le village vit en paix pendant de longues années.
Cependant, quatre-vingt ans plus tard, la canicule et la famine finissent par mettre en péril la population d'Arroyo. Une légende des villageois prétend que l'Abri 13, dont descendent les habitants d'Arroyo, possède en son sein un « Jardin d’Éden en Kit »,. Le JEK est un concentré de technologie, contenant tout l'équipement nécessaire pour rebâtir une nouvelle civilisation. Cette ressource avait été distribuée dans certains abris en prévision de la catastrophe atomique. La doyenne du village décide alors d'envoyer son fils, l'« Être élu », petit-fils de l'Habitant de l'abri, afin de retrouver le saint Abri 13 et voir s'il peut y récupérer le JEK. L’Être élu commence ainsi sa quête, ce qui l'amènera à traverser les terres désolées du Wasteland, dévastées par la guerre et peuplées de créatures hostiles, mais aussi de villes et de villages en plein essor, pour découvrir ce qu'est devenu le reste du monde.
Après de nombreuses péripéties, l’Être élu finit par mettre la main sur le JEK et le ramène à son village. Mais il apprend alors que celui-ci a été attaqué par les soldats de l'Enclave, une mystérieuse organisation qui dispose d'un équipement de haute technologie, qui a capturé les habitants.
À la recherche des habitants d'Arroyo, l’Être élu aboutit finalement sur une plate-forme pétrolière où l'Enclave a sa base et mène ses opérations. Il y rencontre notamment le président Richardson (un descendant des présidents des États-Unis) et découvre que les abris anti-atomiques érigés sur tout le territoire des États-Unis ont été ouverts prématurément, afin de tester les conséquences des retombées atomiques sur différents groupes de la population qui les peuplent, auparavant sains. Seuls les habitants de l'Enclave ont été totalement protégés des radiations et seraient (selon Richardson) de vrais humains. L'Enclave a donc décidé de libérer dans l'atmosphère terrestre une version modifiée du FEV (un virus provoquant des mutations chez l'homme), afin d'éliminer tous les habitants « mutants » de la Terre.
L’Être élu parvient cependant à mettre fin à cette menace et, comme l'Habitant de l'abri en son temps, ramène la paix… pour un temps.

## Système de jeu

### Liberté d'action
Conservant le gameplay du premier Fallout, le jeu donne une plus grande liberté d'action au joueur.
La zone à explorer dans le jeu est bien plus vaste (toujours sur la côte ouest des États-Unis), mais cette fois-ci au nord de la zone explorée dans le précédent jeu (l'Abri 13 se situe ici au sud de la carte, alors qu’il était au nord de la carte dans le premier jeu).
La liberté d'action a globalement été revue à la hausse. Tout semble possible ou presque : entrer dans une secte, devenir un mafieux, un tueur à gages, un esclavagiste, un champion de boxe, se droguer (avec des drogues particulièrement variées gérant l'accoutumance du joueur comme le « Buffout », le « Jet », le « Mentat », etc.), se marier (mariage hétérosexuel ou homosexuel), prostituer sa douce et tendre épouse, jouer dans un film pornographique, etc.
De nombreuses variations peuvent être aussi visibles selon que le personnage joué soit un homme ou une femme. Une femme pourra par exemple utiliser ses charmes pour avoir des rabais aux marchands, etc. Un homme pourra faire une « contribution » pour augmenter la diversité génétique d'une cité recluse sur elle-même, mettre enceinte la femme ou la fille d'un mafieux à son insu, etc.
Cet univers glauque, et résolument plus adulte par rapport au premier Fallout, fait de Fallout 2 un jeu réservé à un public averti.

### Améliorations par rapport à l'épisode précédent
De nombreuses améliorations ont été apportées à Fallout 2.
- La gestion des alliés du personnage du joueur est maintenant totale ; le héros peut choisir l'équipement de ses alliés, leur ordonner d'utiliser telle ou telle arme, leur donner une armure, échanger des objets et leur indiquer comment réagir pendant les combats avec des créatures hostiles. Il peut aussi les soigner (même pendant les combats). Ils sont également plus nombreux.
- La gestion du karma a aussi été grandement améliorée ; il est désormais possible de terminer le jeu en jouant de manière « négative » (en brutalisant la veuve et l'orphelin, s'il on le souhaite), à la différence de Fallout où la gestion du karma était globale (et non pas par zones comme dans Fallout 2). Dans Fallout, cela inspirait rapidement à l'ensemble des PNJ du jeu une attitude hostile vis-à-vis du personnage du joueur, et donc l'impossibilité pour celui-ci de terminer sa quête s'il avait décidé de jouer de façon « négative ».
- L'ajout d'un bouton « Tout » permettant de ramasser l'ensemble des objets résultant d'une fouille (caisses, armoires, cadavres), et globalement une augmentation de l'ergonomie de l'interface de jeu.
- La possibilité de conduire une voiture, ce qui réduit significativement la durée des voyages entre deux lieux (malgré la contrainte de trouver du carburant ; il faut aussi gérer les pannes et parvenir à réparer la voiture pour l'obtenir).
- Une limite de temps beaucoup moins contraignante que dans le premier épisode.

## Accueil
En septembre 2017, le site français Jeuxvideo.com le classe 19e meilleur jeu de tous les temps.

## Héritage et postérité
Fallout 2 est considéré comme une oeuvre majeure du jeu vidéo. En 2013, GamesRadar a classé Fallout 2 au 68e rang de sa liste des meilleurs jeux vidéo de tous les temps. La même année, IGN l'a classé 28e meilleur jeu vidéo de rôle de tous les temps. En 2015, PC Gamer a classé le jeu au 3e rang de sa liste des meilleurs RPG de tous les temps.
Fallout 2 a été le premier jeu à présenter un mariage homosexuel et l'un des premiers jeux à inclure une représentation LGBT en général,.

## Générique
La chanson pendant la cinématique d'introduction du jeu, et durant le générique final, est A Kiss to Build a Dream On, interprétée par Louis Armstrong.

## Patchs etmodding
Fallout 2 est aussi connu pour la qualité de son intrigue que pour ses nombreux bugs. Si le dernier patch français officiel est le patch fr-1.02, la dissolution de Black Isle Studios en 2003 stoppe définitivement tout espoir de patch ultérieur. Cependant, la communauté amateur des moddeurs du jeu a continué à développer des correctifs pour celui-ci. Notamment :
- L'Unofficial Fallout 2 Patch, qui corrige plus de 800 bugs du jeu original[12],[13] ;
- Le patch Restoration Project[12], traduit par des fans français et intégré directement dans la version française du PNO., qui tente de recréer à partir des documents de conception des développeurs de Fallout 2 le jeu tel qu'il aurait dû être selon ses créateurs. Les impératifs de délais à l'époque ont en effet amené l'équipe de Black Isle Studios à renoncer à certains développements prévus, notamment trois villes.

Plus de dix ans après la sortie du jeu, la communauté de moddeurs reste très active en 2010 et fournit, outre des mods conventionnels (dont le Megamod qui regroupe tous les mods faits par les fans), des patchs contrant les problèmes du jeu avec les ordinateurs plus récents (meilleure résolution, ralentissement des déplacements), ou pour désactiver la censure de la version européenne (disparition des enfants notamment).